# Paschazyn z Marsala
Paschazyn z Marsala (V wiek) – pisarz łaciński, biskup Lilybaetum (obecnie Marsala na Sycylii). Delegat papieża Leona I Wielkiego na Sobór Chalcedoński. Zachował się jeden list Paschazyna do Leona Wielkiego.